# 花崎杜季女
花崎 杜季女（はなさき ときじょ、1958年8月6日 - ）は、地唄舞舞手、花崎流創始者・家元。本名：水野裕子。父は政治家・元大蔵官僚の藤井裕久。

## 来歴
財務大臣、外務大臣を歴任した元大蔵官僚、代議士の藤井裕久の長女として生まれる。
小学校6年生の時に昭和の地唄舞の名人・神崎ひでの芸に出会い傾倒し、東洋英和女学院中等部入学より師事。その後ひでの高弟・ひで女（後の閑崎ひで女）に預けられ、関東の地唄舞の修行を続ける。
成蹊大学大学院では国文学を専攻し、平家物語を中心とする中世文学を研究。
閑崎流時代、若手3人の会「三喜会」結成。閑崎杜季女として、日本橋劇場、紀尾井小ホールにて2人会、リサイタルを数回開く。
2003年、花崎流を立ち上げ、地唄舞花崎流家元として活動を開始。
2010年、一般社団法人 地唄舞普及協会を設立（東京都港区）。
地唄舞の次世代への継承、海外での普及にも力を注ぐ。海外公演や事業には、文化庁、国際交流基金、東京都、港区、アーツカウンシル東京、Eu Japan Fest 、東京倶楽部などから支援を受けている。海外公演には次世代を担う舞手も同行するなど、若手の育成にも力を入れている。ポーランドにも教室を持ち、ヨーロッパでの地唄舞普及に意欲を持つ次世代の育成に努めている。
2017年、三鷹に和芸空間「六瓢庵（むびょうあん）」を創設。「肌で感じる和の世界」をより多くの人々と共有すべく、邦楽、邦舞、朗読などのパフォーマンスを企画、若手活躍の場を提案している。

## 舞台活動・地唄舞普及活動

### 国内
毎年花崎流地唄舞の会「花崎会」、自身のリサイタル「花崎杜季女の会」を、国立劇場、紀尾井ホール、セルリアンタワーなどで主催する（https://www.youtube.com/watch?v=hNbXVgjzJ64）。
東京都港区はじめ自治体からの要請も受けて、地唄舞を入れた日本文化系公演の企画を幅広く行う。
2014年には、広島を拠点とした地唄舞普及活動の一環で広島県廿日市市、宮島の厳島神社の協力を得て、海上に造られた高舞台にて花崎流地唄舞の、高砂、八島を奉納した（https://www.youtube.com/watch?v=zl43Gan22nIhttps://www.youtube.com/watch?v=7T6-zwsjGgE）。
2019年、滋賀県長浜市、竹生島の宝厳寺において花崎流新作、竹生島を奉納（https://www.youtube.com/watch?v=k5NCM8dkIXg）。
（計画している神奈川県江の島での地唄舞奉納により、三大弁財天における奉納が完結する予定）
慶應義塾大学におけるプロジェクトチームの和講座案内人、また小学校、保育園での講師も務める。
常に「今の時代の地唄舞」「多面的に興味を持ってもらえる地唄舞」の新たなる可能性を求め、アフリカンドラムなど海外の伝統楽器やクラシックピアノ、ジャズベース、また演劇、朗読など、様々な楽器・ジャンルのアーティストたちとコラボパフォーマンスを行ってきた。美術館、神社仏閣でのパフォーマンスにも積極的に参加。被災地いわき市民俗芸能との鎮魂公演など、公演のエリア、場所も多岐に渡る。

### 海外
1980年代後半から90年代にかけ5年間アメリカ、カリフォルニア州に在住の折、サンノゼを活動拠点とするサンノゼ太鼓のメンバー達（日系人を含むアメリカ人）に地唄舞を教え、太鼓・ドラムパフォーマンスに振り付けをした。
2000年代前半、フランス、パリ国際大学で地唄舞を披露したことを皮切りに、リトアニア、ポーランド、ロシアなどで公演、及びワークショップを行ってきた。（2012年 リトアニア公演）（2015年 リトアニア、ポーランド公演https://www.youtube.com/watch?v=2sQbaL61EBY）。
ヨーロッパでの地唄舞ワークショップは毎年恒例になっている。

## 団体・公的活動
- 一般社団法人 地唄舞普及協会代表理事。
- 港区邦楽邦舞連盟理事。
- 日本リトアニア友好協会理事。

## 著書・著述
中村多仁子著『スポーツは果実』 星 海舟編「世界のダンス」で、地唄舞について述べている。